# ثيوكولشيكوسايد
ثيوكولشيكوسايد(بالإنجليزية: Thiocolchicoside)‏ هو مرخي عضلي ومضاد التهاب ومسكن ألم. تعمل مثل مثبطات مستقبل غابا-أ المناهضة ومثل مناهضة مستقبل الغلايسين بالفاعلية الدوائية.